# Liopsetta pinnifasciata
Liopsetta pinnifasciata är en fiskart som först beskrevs av Kner, 1870.  Liopsetta pinnifasciata ingår i släktet Liopsetta och familjen flundrefiskar. Inga underarter finns listade i Catalogue of Life.